# ريكوليتا
ريكوليتا هي بلدية في تشيلي تقع في شمال محافظة سانتياغو في إقليم سانتياغو متروبوليتان. وتقع جنوب هويتشورابا ، وشرق إندبيندينسيا وكونشالي ، غرب بروفيدنسيا وفيتاكورا ، وشمال سانتياغو . يشكل نهر مابوتشو وجبل سان كريستوبال الحدود الطبيعية لها على الجانبين الجنوبي والشرقي .